# Giovanni Antonio Ricieri
Giovanni Antonio Ricieri, né le 12 mai 1679 à Venise, et mort le 15 mai 1746 à Bologne, est un compositeur et chanteur italien. Il apparaît également (à tort) sous le nom de Rizzieri et Rizieri.

## Biographie
Né le 12 mai 1679 à Venise puis baptisé le 23 mai à S Silvestro près du pont du Rialto, il est le fils de Francesco Ricieri et de
Chiara Stella Bettanini.
Il meurt le 15 mai 1746 à Bologne.